# 트리파라디소스
트리파라디소스(고대 그리스어: Τριπαράδεισος)는 레바논 오론테스 근처의 거주지이다.
기원전 312년 트리파라디소스 협정이 열린 곳이며, 이곳에서 알렉산더 대왕의 사후 휘하의 장군들(디아도코이)에 의해 제국의 영토가 분할되었다. 현대의 바알베크가 그 장소였다고 주장되어 왔다.

## 같이 보기
- 트리파라디소스 협정
- 디아도코이